# Renate Krössner
Renate Krössner (Osterode am Harz, 1945. május 17. – Mahlow, 2020. május 25.) német színésznő.

## Fontosabb filmjei
Mozifilmek
- Tiefe Furchen (1965)
- Eine Pyramide für mich (1975)
- Die unverbesserliche Barbara (1977)
- Zünd an, es kommt die Feuerwehr (1978)
- Míg a halál el nem választ (Bis daß der Tod euch scheidet) (1979)
- Feuer unter Deck (1979)
- Solo Sunny (1980)
- Gossenkind (1991)
- Nordkurve (1992)
- Grüß Gott, Genosse (1993)
- Helden wie wir (1999)
- Fernes Land Pa-Isch (2000)
- Die Einsamkeit der Krokodile (2000)
- A legyőzhetetlen (Invincible) (2001)
- Zutaten für Träume (2003)
- Zucker a nyerő! (Alles auf Zucker!) (2004)
- Holdfénygyermekek (Mondscheinkinder) (2006)
- Elfelejtett befejezés (Vergiss dein Ende) (2011)
- Marry Me – Aber bitte auf Indisch (2015)

Tv-filmek
- Köpfchen, Kamerad (1965)
- Éjszakai tűz (Nachtfeuer) (1989)
- A skorpió (Der Skorpion) (1997)
- Lépjünk le! (Einfach raus) (1999)

Tv-sorozatok
- A rendőrség száma 110 (Polizeiruf 110) (1976–2007, három epizódban)
- A nyomozó (Der Fahnder) (1988, egy epizódban)
- Tetthely (Tatort) (1988–2012, hat epizódban)
- Az Öreg (Der Alte) (1989, egy epizódban)
- A felügyelőnő (Die Kommissarin) (1994, egy epizódban)
- Két férfi, egy eset (Ein Fall für zwei) (1998, egy epizódban)
- Tanárok gyöngye (Der Lehrer) (2017–2019, öt epizódban)